# Lou Perryman
Pour les articles homonymes, voir Perryman (homonymie).
Louis Byron "Lou" Perryman est un acteur américain, né le 15 août 1941 dans le Comté de Cooke, au Texas, et mort le 1er avril 2009 à Austin.
Il est notamment connu pour son rôle dans Massacre à la tronçonneuse 2 de Tobe Hooper.

## Biographie

### Mort
En 2009, Lou Perryman est assassiné à son domicile par un ex-détenu de 26 ans, Seth Christopher Tatum. Ce dernier l'a attaqué avec une hache puis il a volé sa voiture. Arrêté par la police, il est condamné à perpétuité,. La mort de Lou Perryman fait partie de la prétendue malédiction de la trilogie Poltergeist. En effet, quatre autres acteurs sont morts entre le début du tournage du premier film et la fin du tournage du troisième. Peu de temps après la sortie du premier film Poltergeist, l'actrice Dominique Dunne est assassinée par son petit ami le 4 novembre 1982. Lors du tournage de Poltergeist 2, Julian Beck, alias le révérend Kane, décède d'un cancer de l'estomac en 1985. Un second acteur du deuxième volet meurt deux ans plus tard : Will Sampson, l'américain sorcier Taylor dans le film, est mort d’une complication à la suite d'une chirurgie du cœur, le 3 juin 1987. Enfin, la jeune Heather O'Rourke, alias la petite Carol Anne dans les trois premiers films, meurt des suites d'une infection intestinale le 1er février 1988. Enfin, Lou Perryman est la dernière victime de ces films dits maudits.

## Filmographie
- 1978 : The Whole Shootin' Match de Eagle Pennell : Loyd
- 1980 : Les Blues Brothers de John Landis : un homme dans un bar
- 1982 : Poltergeist de Tobe Hooper : Pugsley
- 1983 : Last Night at the Alamo de Eagle Pennell : Claude
- 1983 : Massacre à la tronçonneuse 2 (The Texas Chainsaw Massacre 2) de Tobe Hooper : L.G. McPeters
- 1989 : The Cellar de Kevin Tenney : Kyle Boatwright
- 1999 : Boys Don't Cry de Kimberly Peirce : le shérif
- 2003 : When Zachary Beaver Came to Town de John Schultz : Ferris